# 薩伏依的瑪麗亞·克羅蒂爾德
薩伏依的瑪麗亞·克羅蒂爾德（義大利語：Maria Clotilde di Savoia，1843年3月2日—1911年6月25日），義大利國王維托里奧·埃馬努埃萊二世的長女。

## 家庭
1859年，瑪麗亞·克羅蒂爾德與法國皇帝拿破崙三世的堂弟拿破崙-熱羅姆·波拿巴結婚，兩人共有2子1女：
1. 維克多·波拿巴（1862年—1926年），波拿巴王朝首領
2. 路易·波拿巴（英语：Louis Bonaparte (1864–1932)）（1864年—1932年），俄羅斯軍官
3. 瑪麗亞·萊蒂西亞·波拿巴（英语：Maria Letizia Bonaparte, Duchess of Aosta）（1866年—1926年），奧斯塔公爵夫人